# Zosterisessor ophiocephalus
Zosterisessor ophiocephalus és una espècie de peix de la família dels gòbids i de l'ordre dels perciformes.

## Morfologia
- Els mascles poden assolir 25 cm de longitud total.[1][2]

## Hàbitat
És un peix de clima subtropical i demersal.

## Distribució geogràfica
Es troba a la mar Mediterrània, la mar Negra i la Mar d'Azov.

## Observacions
És inofensiu per als humans.